# Fouquieriaceae
Fouquieriaceae is een botanische naam, voor een familie van tweezaadlobbige planten. Een familie onder deze naam wordt algemeen geaccepteerd door systemen voor plantentaxonomie, en zo ook door het APG-systeem (1998) en het APG II-systeem (2003).
Het gaat om een kleine familie, van circa een dozijn soorten (in één of twee genera), van houtige planten in Noord-Amerika: deze zijn aangepast aan droogte en doen enigszins denken aan cactussen.
In het Cronquist-systeem (1981) was de plaatsing in een orde Violales.